# 益田久之丞
益田 久之丞（ますだ きゅうのじょう、延宝5年（1677年） - 貞享元年9月9日（1684年10月17日））は、益田家第24代当主。長州藩永代家老・須佐領主益田家5代。
父は福原與三左衛門就恒。母は信田氏。養父は益田兼長。

## 生涯
延宝5年（1677年）、毛利家家臣福原與三左衛門就恒の五男として生まれる。父就恒は益田元尭の五男で、益田就宣の実弟であり、福原家の養子となっていた。延宝8年（1680年）、従兄の益田家当主兼長が14歳で早世したため、その末期養子となって家督を相続し、長門須佐領主益田家当主となる。まだ4歳と幼かったため、政務は実父の就恒が代行した。貞享元年（1684年）9月9日夭折、享年8。家督は実父就恒が益田家に帰家して相続した。